# Eltonsee
Der Eltonsee (russisch Озеро Эльтон) ist ein etwa 150 km² großer und im Durchschnitt nur 30 bis 60 cm tiefer, abflussloser Salzsee in der Oblast Wolgograd in Russland. Der See liegt 18 Meter unter dem Meeresspiegel im nördlichen Teil der Kaspischen Senke unmittelbar an der Grenze zu Kasachstan, etwa 200 km östlich von Wolgograd und des Unterlaufs der Wolga. Gespeist wird er von den Zuflüssen Chara, Landug, Samaroda, Malaja Samaroda und Sorotschja Balka.

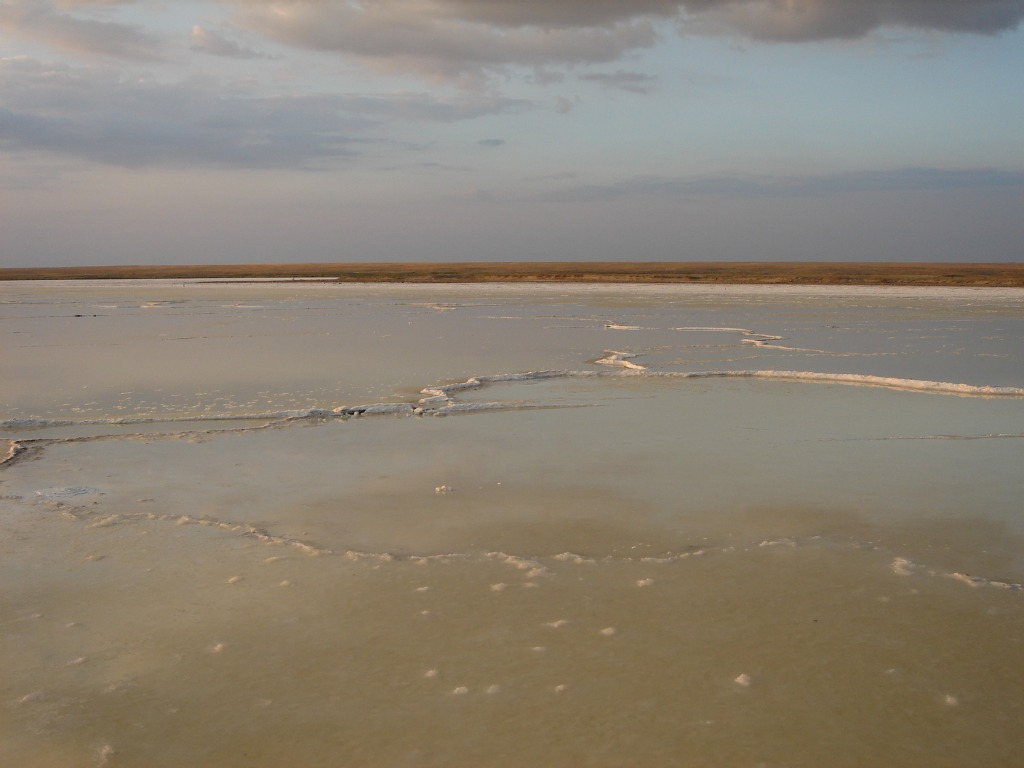
Der Eltonsee im Sommer

Der Name des Sees stammt aus dem kasachischen „Altyn-Nor“, was so viel wie „Goldener Boden“ bedeutet. Bis heute sind die Überreste einer Badestätte der Zarin Katharina II. am See zu finden. Im Jahr 1765 gelangte der deutsche Naturforscher Johann Reinhold Forster zusammen mit seinem Sohn Georg Forster bis zum Eltonsee. Eine Inspektionsreise im Auftrag von Katharina II. führte sie in die Kalmückensteppe und zu den kurz zuvor gegründeten Siedlungen der Wolgadeutschen.
Von der Zeit Iwans des Schrecklichen bis zum Ende des 19. Jahrhunderts wurde Salz aus dem See gewonnen. Dies geschah bis 1865 unter staatlicher und anschließend bis 1882 sehr intensiv unter privater Regie. Seit 1910 gibt es in der Nähe des Sees den Kurort Elton und seit 1945 auch ein Sanatorium. Dem Salzwasser von Elton wird heilsame Wirkung bei verschiedenen Krankheiten zugeschrieben.
Seit 2014 findet im Steppengebiet um den Eltonsee einmal jährlich einer der härtesten Langstrecken-Laufwettbewerbe Russlands statt. Der Elton Volgabus Ultra-Trail wird über drei Distanzen ausgetragen: Der Marathon geht über 42 km, das Nachtrennen über 82 km und der Ultimate-Lauf über 100 Meilen um den ganzen See herum.